# Lijst van Tweede Kamerleden 1877-1879
Lijst van Tweede Kamerleden 1877-1879 geeft een overzicht van de leden van de Nederlandse Tweede Kamer in de periode tussen de periodieke verkiezingen van 1877 en de periodieke verkiezingen van 1879. De zittingsperiode van de Tweede Kamer ging in op 17 september 1877 en eindigde op 14 september 1879.
De Tweede Kamer telde in 1877 80 leden, die gekozen werden in 41 kiesdistricten. Zij werden gekozen voor een termijn van vier jaar; om de twee jaar werd de helft van de Tweede Kamer vernieuwd. In 1878 werd het aantal kiesdistricten uitgebreid van 41 naar 43 en het aantal leden van de Tweede Kamer van 80 naar 86. De hierbij betrokken kiesdistricten waren Amsterdam (van zes naar zeven afgevaardigden), Rotterdam (van drie naar vier), Goes en Winschoten (beide van een naar twee) en de nieuw ingestelde kiesdistricten Hilversum en Zevenbergen (beide een afgevaardigde). 
| Naam                                     | groepering               | district         | begindatum        | einddatum         | refs    |
| ---------------------------------------- | ------------------------ | ---------------- | ----------------- | ----------------- | ------- |
| Herman des Amorie van der Hoeven         | liberaal-katholieken     | Breda            | 20-09-1875 [ d ]  | 14 september 1879 | [ 2 ]   |
| Jan Arnoldts                             | conservatief-katholieken | Roermond         | 20-09-1875 [ d ]  | 14 september 1879 | [ 3 ]   |
| Matthias van Asch van Wijck              | antirevolutionairen      | Amersfoort       | 20-09-1875 [ d ]  | 1 januari 1879    | [ 4 ]   |
| Matthias van Asch van Wijck              | antirevolutionairen      | Amersfoort       | 18 februari 1879  | 14 september 1879 | [ 4 ]   |
| Antonius van Baar                        | conservatief-katholieken | Eindhoven        | 17 september 1877 | 18-09-1881 [ h ]  | [ 5 ]   |
| Harry Barge                              | conservatief-katholieken | Eindhoven        | 5 oktober 1877    | 14 september 1879 | [ 6 ]   |
| Jacob Bastert                            | conservatief-liberalen   | Utrecht          | 20-09-1875 [ d ]  | 14 september 1879 | [ 7 ]   |
| Willem de Beaufort                       | liberalen                | Tiel             | 20-09-1875 [ d ]  | 14 september 1879 | [ 8 ]   |
| Warnardus Begram                         | conservatieven           | Gorinchem        | 20-09-1875 [ d ]  | 14 september 1879 | [ 9 ]   |
| Willem Bergsma                           | liberalen                | Dokkum           | 20-09-1875 [ d ]  | 14 september 1879 | [ 10 ]  |
| Marinus Bichon van IJsselmonde           | antirevolutionairen      | Gouda            | 17 september 1877 | 18-09-1881 [ h ]  | [ 11 ]  |
| Charles de Bieberstein Rogalla Zawadsky  | liberalen                | Maastricht       | 20-09-1875 [ d ]  | 14 september 1879 | [ 12 ]  |
| Pieter Blussé van Oud-Alblas             | liberalen                | Deventer         | 20-09-1875 [ d ]  | 14 september 1879 | [ 13 ]  |
| Ferdinand Borret                         | conservatief-katholieken | Tilburg          | 20-09-1875 [ d ]  | 14 september 1879 | [ 14 ]  |
| Jan Bredius jr.                          | liberalen                | Goes             | 18 maart 1878     | 18-09-1881 [ h ]  | [ 15 ]  |
| Jan Bredius sr.                          | liberalen                | Dordrecht        | 17 september 1877 | 13 september 1878 | [ 16 ]  |
| Hubert Brouwers                          | conservatief-katholieken | Boxmeer          | 19 november 1877  | 14 september 1879 | [ 17 ]  |
| Jacobus de Bruijn                        | conservatief-katholieken | 's-Hertogenbosch | 3 april 1879      | 18-09-1881 [ h ]  | [ 18 ]  |
| Jacob de Bruijn Kops                     | liberalen                | Alkmaar          | 20-09-1875 [ d ]  | 14 september 1879 | [ 19 ]  |
| François de Casembroot                   | conservatieven           | Delft            | 20-09-1875 [ d ]  | 14 september 1879 | [ 20 ]  |
| Jan Corver Hooft                         | conservatieven           | Almelo           | 20-09-1875 [ d ]  | 14 september 1879 | [ 21 ]  |
| Isaäc Cremer van den Berch van Heemstede | antirevolutionairen      | Leiden           | 17 september 1877 | 2 juli 1879       | [ 22 ]  |
| Eppo Cremers                             | liberalen                | Zuidhorn         | 17 september 1877 | 18-09-1881 [ h ]  | [ 23 ]  |
| Albertus van Delden                      | liberalen                | Deventer         | 17 september 1877 | 18-09-1881 [ h ]  | [ 24 ]  |
| Herman Dijckmeester                      | liberalen                | Tiel             | 17 september 1877 | 18-09-1881 [ h ]  | [ 25 ]  |
| Willem Dullert                           | liberalen                | Arnhem           | 17 september 1877 | 18-09-1881 [ h ]  | [ 26 ]  |
| Daniël van Eck                           | liberalen                | Middelburg       | 17 september 1877 | 18-09-1881 [ h ]  | [ 27 ]  |
| Warmold van der Feltz                    | liberalen                | Assen            | 17 december 1877  | 14 september 1879 | [ 28 ]  |
| Isaäc Fransen van de Putte               | liberalen                | Hoorn            | 17 september 1877 | 18-09-1881 [ h ]  | [ 29 ]  |
| Willem Froger                            | liberalen                | Amsterdam        | 19 september 1878 | 18-09-1881 [ h ]  | [ 30 ]  |
| Johan Geertsema                          | liberalen                | Arnhem           | 20-09-1875 [ d ]  | 1 mei 1878        | [ 31 ]  |
| Jan van Gennep                           | liberalen                | Rotterdam        | 19 november 1878  | 18-09-1881 [ h ]  | [ 32 ]  |
| Willem Gevers Deynoot                    | liberalen                | Dordrecht        | 20-09-1875 [ d ]  | 25 maart 1879     | [ 33 ]  |
| Michel Godefroi                          | liberalen                | Amsterdam        | 20-09-1875 [ d ]  | 14 september 1879 | [ 34 ]  |
| Hendrik Goeman Borgesius                 | liberalen                | Winschoten       | 19 november 1877  | 18-09-1881 [ h ]  | [ 35 ]  |
| Leopold Haffmans                         | conservatief-katholieken | Boxmeer          | 17 september 1877 | 18-09-1881 [ h ]  | [ 36 ]  |
| Binnert van Harinxma thoe Slooten        | liberalen                | Dokkum           | 17 september 1877 | 22 augustus 1878  | [ 37 ]  |
| Frans van Heemstra                       | antirevolutionairen      | Haarlemmermeer   | 20-09-1875 [ d ]  | 19 februari 1878  | [ 38 ]  |
| Cornelis van Heukelom                    | liberalen                | Amsterdam        | 20-09-1875 [ d ]  | 14 september 1879 | [ 39 ]  |
| Petrus van den Heuvel                    | conservatief-katholieken | Boxmeer          | 20-09-1875 [ d ]  | 1 oktober 1877    | [ 40 ]  |
| Christianus Heydenrijck                  | conservatief-katholieken | Nijmegen         | 17 september 1877 | 18-09-1881 [ h ]  | [ 41 ]  |
| Sybrand Hingst                           | liberalen                | Leeuwarden       | 17 september 1877 | 18-09-1881 [ h ]  | [ 42 ]  |
| Petrus Holtzman                          | liberalen                | Amsterdam        | 17 september 1877 | 18-09-1881 [ h ]  | [ 43 ]  |
| Samuel van Houten                        | liberalen                | Groningen        | 20-09-1875 [ d ]  | 14 september 1879 | [ 44 ]  |
| Wieger Idzerda                           | liberalen                | Sneek            | 17 september 1877 | 18-09-1881 [ h ]  | [ 45 ]  |
| Herman Insinger                          | conservatieven           | Almelo           | 17 september 1877 | 18-09-1881 [ h ]  | [ 46 ]  |
| Willem Jonckbloet                        | liberalen                | Winschoten       | 17 september 1877 | 24 september 1877 | [ 47 ]  |
| Klaas de Jong                            | liberalen                | Hoorn            | 20-09-1875 [ d ]  | 14 september 1879 | [ 48 ]  |
| Johan de Jonge                           | antirevolutionairen      | Middelburg       | 20-09-1875 [ d ]  | 14 september 1879 | [ 49 ]  |
| Willem van der Kaay                      | liberalen                | Alkmaar          | 17 september 1877 | 18-09-1881 [ h ]  | [ 50 ]  |
| Jan Kappeyne van de Coppello             | liberalen                | Haarlem          | 20-09-1875 [ d ]  | 2 november 1877   | [ 51 ]  |
| Guillaume Kerens de Wylré                | conservatief-katholieken | Maastricht       | 17 september 1877 | 18-09-1881 [ h ]  | [ 52 ]  |
| Jacob van Kerkwijk                       | liberalen                | Zierikzee        | 17 september 1877 | 18-09-1881 [ h ]  | [ 53 ]  |
| Arthur Kool                              | liberalen                | Arnhem           | 28 april 1879     | 14 september 1879 | [ 54 ]  |
| Jerôme Lambrechts                        | conservatief-katholieken | Roermond         | 17 september 1877 | 18-09-1881 [ h ]  | [ 55 ]  |
| Lambertus Lenting                        | liberalen                | Zutphen          | 17 september 1877 | 18-09-1881 [ h ]  | [ 56 ]  |
| Franciscus Lieftinck                     | liberalen                | Leeuwarden       | 18 februari 1879  | 14 september 1879 | [ 57 ]  |
| Gijsbertus van der Linden                | liberalen                | Dordrecht        | 20 november 1878  | 18-09-1881 [ h ]  | [ 58 ]  |
| Aloysius Luyben                          | conservatief-katholieken | Breda            | 17 september 1877 | 18-09-1881 [ h ]  | [ 59 ]  |
| Æneas Mackay                             | antirevolutionairen      | Amersfoort       | 17 september 1877 | 18-09-1881 [ h ]  | [ 60 ]  |
| Rudolf Mees                              | liberalen                | Rotterdam        | 20-09-1875 [ d ]  | 14 september 1879 | [ 61 ]  |
| Willem de Meijier                        | liberalen                | Haarlem          | 10 december 1877  | 14 september 1879 | [ 62 ]  |
| Charles Mirandolle                       | liberalen                | Haarlem          | 17 september 1877 | 18-09-1881 [ h ]  | [ 63 ]  |
| Antony Moens                             | liberalen                | Sneek            | 20-09-1875 [ d ]  | 14 september 1879 | [ 64 ]  |
| Albertus van Naamen van Eemnes           | liberalen                | Zwolle           | 20-09-1875 [ d ]  | 14 september 1879 | [ 65 ]  |
| Carel van Nispen tot Sevenaer            | conservatief-katholieken | Nijmegen         | 20-09-1875 [ d ]  | 14 september 1879 | [ 66 ]  |
| Lucas Oldenhuis Gratama                  | liberalen                | Assen            | 17 september 1877 | 18-09-1881 [ h ]  | [ 67 ]  |
| Joannes van Osenbruggen                  | liberalen                | Dordrecht        | 13 mei 1879       | 14 september 1879 | [ 68 ]  |
| Jacob Patijn                             | liberalen                | Gouda            | 20-09-1875 [ d ]  | 14 september 1879 | [ 69 ]  |
| Frederic Reekers                         | liberaal-katholieken     | Haarlemmermeer   | 26 maart 1878     | 14 september 1879 | [ 70 ]  |
| Otto van Rees                            | liberalen                | Arnhem           | 17 juni 1878      | 12 maart 1879     | [ 71 ]  |
| Joan Röell                               | liberalen                | Utrecht          | 17 september 1877 | 18-09-1881 [ h ]  | [ 72 ]  |
| Karel Rombach                            | liberalen                | Brielle          | 20-09-1875 [ d ]  | 14 september 1879 | [ 73 ]  |
| Jan de Roo van Alderwerelt               | liberalen                | Leeuwarden       | 20-09-1875 [ d ]  | 3 november 1877   | [ 74 ]  |
| Jan de Roo van Alderwerelt               | liberalen                | Leeuwarden       | 4 december 1877   | 29 december 1878  | [ 74 ]  |
| Derk de Ruiter Zijlker                   | liberalen                | Appingedam       | 20-09-1875 [ d ]  | 14 september 1879 | [ 75 ]  |
| Jan Rutgers van Rozenburg                | liberalen                | Amsterdam        | 17 september 1877 | 18-09-1881 [ h ]  | [ 76 ]  |
| Pieter Saaymans Vader                    | antirevolutionairen      | Goes             | 20-09-1875 [ d ]  | 14 september 1879 | [ 77 ]  |
| Johannes Sandberg                        | liberalen                | Zwolle           | 17 september 1877 | 18-09-1881 [ h ]  | [ 78 ]  |
| Adriaan Schagen van Leeuwen              | liberalen                | Delft            | 17 september 1877 | 18-09-1881 [ h ]  | [ 79 ]  |
| Jan Schepel                              | liberalen                | Appingedam       | 17 september 1877 | 18-09-1881 [ h ]  | [ 80 ]  |
| Rutger Schimmelpenninck van Nijenhuis    | conservatieven           | 's-Gravenhage    | 17 september 1877 | 18-09-1881 [ h ]  | [ 81 ]  |
| Alexander Schimmelpenninck van der Oye   | antirevolutionairen      | Hilversum        | 26 maart 1878     | 14 september 1879 | [ 82 ]  |
| Pierre van der Schrieck                  | conservatief-katholieken | 's-Hertogenbosch | 20-09-1875 [ d ]  | 14 september 1879 | [ 83 ]  |
| Cornelis Sickesz                         | liberalen                | Zutphen          | 4 december 1877   | 14 september 1879 | [ 84 ]  |
| Hendrik Smidt                            | liberalen                | Assen            | 20-09-1875 [ d ]  | 3 november 1877   | [ 85 ]  |
| Petrus Smitz                             | conservatief-katholieken | Eindhoven        | 20-09-1875 [ d ]  | 17 september 1877 | [ 86 ]  |
| Thomas Stieltjes                         | liberalen                | Amsterdam        | 17 september 1877 | 23 juni 1878      | [ 87 ]  |
| Jan van Stolk                            | liberalen                | Rotterdam        | 18 maart 1878     | 14 september 1879 | [ 88 ]  |
| Carel Storm van 's Gravesande            | conservatief-liberalen   | Steenwijk        | 20-09-1875 [ d ]  | 14 september 1879 | [ 89 ]  |
| Jan van Swinderen                        | liberalen                | Dokkum           | 8 oktober 1878    | 1 augustus 1879   | [ 90 ]  |
| Johannes Tak van Poortvliet              | liberalen                | Zutphen          | 20-09-1875 [ d ]  | 7 november 1877   | [ 91 ]  |
| James Teding van Berkhout                | antirevolutionairen      | Gorinchem        | 17 september 1877 | 18-09-1881 [ h ]  | [ 92 ]  |
| Gijsbert van Tienhoven                   | liberalen                | Amsterdam        | 18 maart 1878     | 18-09-1881 [ h ]  | [ 93 ]  |
| Sjoerd Vening Meinesz                    | liberalen                | Amsterdam        | 20-09-1875 [ d ]  | 14 september 1879 | [ 94 ]  |
| Johannes Verheyen                        | conservatief-katholieken | Tilburg          | 17 september 1877 | 18-09-1881 [ h ]  | [ 95 ]  |
| Herman Verniers van der Loeff            | liberalen                | Rotterdam        | 17 september 1877 | 10 september 1878 | [ 96 ]  |
| Willem Viruly Verbrugge                  | liberalen                | Rotterdam        | 17 september 1877 | 18-09-1881 [ h ]  | [ 97 ]  |
| Jan de Vos van Steenwijk                 | liberalen                | Winschoten       | 18 maart 1878     | 14 september 1879 | [ 98 ]  |
| Otto van Wassenaer van Catwijck          | antirevolutionairen      | Leiden           | 20-09-1875 [ d ]  | 14 september 1879 | [ 99 ]  |
| Roeland van de Werk                      | liberalen                | Zevenbergen      | 13 mei 1878       | 18-09-1881 [ h ]  | [ 100 ] |
| Willem Wintgens                          | conservatieven           | 's-Gravenhage    | 20-09-1875 [ d ]  | 14 september 1879 | [ 101 ] |
| Schelte Wybenga                          | liberalen                | Sneek            | 17 september 1877 | 18-09-1881 [ h ]  | [ 102 ] |
| Franciscus van Zinnicq Bergmann          | conservatief-katholieken | 's-Hertogenbosch | 17 september 1877 | 25 februari 1879  | [ 103 ] |

1815-1818 ·
1818-1821 ·
1821-1824 ·
1824-1827 ·
1827-1830 ·
1830-1833 ·
1833-1836 ·
1836-1839 ·
1839-1842 ·
1842-1845 ·
1845-1848 ·
1848-1849 ·
1849-1850 ·
1850-1852 ·
1852-1853 ·
1853-1854 ·
1854-1856 ·
1856-1858 ·
1858-1860 ·
1860-1862 ·
1862-1864 ·
1864-1866 ·
1866 (sep) ·
1866-1868 ·
1868-1869 ·
1869-1871 ·
1871-1873 ·
1873-1875 ·
1875-1877 ·
1877-1879 ·
1879-1881 ·
1881-1883 ·
1883-1884 ·
1884-1886 ·
1886-1887 ·
1887-1888 ·
1888-1891 ·
1891-1894 ·
1894-1897 ·
1897-1901 ·
1901-1905 ·
1905-1909 ·
1909-1913 ·
1913-1917 ·
1917-1918 ·
1918-1922 ·
1922-1925 ·
1925-1929 ·
1929-1933 ·
1933-1937 ·
1937-1946 ·
1946-1948 ·
1948-1952 ·
1952-1956 ·
1956-1959 ·
1959-1963 ·
1963-1967 ·
1967-1971 ·
1971-1972 ·
1972-1977 ·
1977-1981 ·
1981-1982 ·
1982-1986 ·
1986-1989 ·
1989-1994 ·
1994-1998 ·
1998-2002 ·
2002-2003 ·
2003-2006 ·
2006-2010 ·
2010-2012 ·
2012-2017 ·
2017-2021 ·
2021-2023 ·
2023-heden
Overzicht historische zetelverdeling